# John Greco (Footballspieler)
John Patrick Greco, Jr. (* 24. März 1985 in Ravenna, Ohio) ist ein ehemaliger US-amerikanischer American-Football-Spieler auf den Positionen des Tackles, Guards und Centers. Er spielte zuletzt für die New York Giants in der National Football League (NFL).

## Frühe Jahre
Greco ging auf die High School in Youngstown, Ohio. Später ging er auf die University of Toledo. Für deren College-Football-Mannschaft, den Toledo Rockets, spielte er sowohl als rechter, als auch als linker Tackle. 2003 setzte er noch als Redshirt aus. Greco startete alle 49 Spiele in den vier folgenden Saisons für die Rockets. 2004 startete er 13 Spiele als rechter Tackle und wurde zum besten Freshman des Teams gewählt. Als Sophomore übernahm er dabei die Position des linken tackles, nach die Position durch den Abgang von Nick Kaczur vakant wurde. In allen drei Saisons als linkter Tackle wurde er ins first-team All-MAC gewählt. Als Senior wurde er zudem zum third-team All-American von Phil Steele Magazine und Rivals.com gewählt. Nach seinem letzten Spiel für die Rockets erhielt er eine Einladung zum East-West Shrine Game.
Zum 100-jährigen Jubiläum der Rockets 2017 wurde Greco auf Platz 20 des All-Century Teams gewählt. Drei Jahre zuvor war er bereits in die sportartunabhängige Hall of Fame der Toledo Rockets aufgenommen worden.

## NFL

### St. Louis Rams
Im NFL-Draft 2011 wurde Greco von den St. Louis Rams in der dritten Runde als insgesamt 65. Spieler ausgewählt. In seiner ersten Saison startete er nur ein Spiel. Insgesamt kam er auf neun Spiele auf der Position des rechten Guards. In seinen drei Jahren bei den Rams spielte er 26 Spiele, wovon er vier startete.

### Cleveland Browns
Am 31. Juli 2011 transferierten die Rams Greco für einen konditionellen Siebtrundenpick im NFL-Draft 2012 zu den Cleveland Browns. Den Pick mussten die Browns jedoch nicht abgeben, da Greco kein Spiel startete und nur 52 Snaps spielte. In seiner zweiten Saison für die Browns startete Greco in zehn Spielen auf der Position des linken Guards, nach einer Verletzung des eigentlich auf dieser Position spielenden Jason Pinkston. In seinen ersten neun Starts spielte er zudem jeden Snap. Auf Grund seiner guten Leistungen als Ersatz für Pinkston erhielt er am 23. Juli 2013 einen Fünf-Jahres-Vertrag bei den Browns. 2014 spielte er das erste Mal in seiner NFL-Karriere auf der Position des Centers, nach einer Verletzung des eigentlichen Centers Alex Mack am fünften Spieltag. Außerdem startete er in der Saison das erste Mal in seiner Karriere alle 16 Saisonspiele.
2015 startete er die ersten 14 Spiele als rechter Guard für die Browns, ehe er wegen einer Knieverletzung auf der Injured Reserve List platziert wurde. 2016 konnte er in einer durch Verletzungen vorzeitig beendeten Saison 12 Spiele starten. Zehn Spiele startete er als rechter Guard, zwei als Center. Greco war dabei einer der besseren Spieler in einer schlechten Browns-Offensive-Line. Von insgesamt 66 Sacks wurden nur vier Greco angerechnet. Am 2. September 2017 wurde er entlassen.

### New Orleans Saints
Am 4. Oktober 2017 wurde Greco von den New Orleans Saints verpflichtet. Am 8. November wurde er wieder entlassen, ohne jemals zum Einsatz gekommen zu sein.

### New York Giants
Nur wenige Tage später wurde er von den New York Giants unter Vertrag genommen. Er spielte 105 Snaps in sechs Spielen für die Giants. Nach der Saison wurde sein Vertrag um ein Jahr verlängert. Ab dem dritten Spieltag in seiner zweiten Saison für die Giants startete Greco als Center. Nach fünf Spielen wurde er als Center durch Spencer Pulley ersetzt und startete stattdessen als rechter Guard. Nach zwei Spielen wurde er jedoch auch auf dieser Position abgelöst und war daraufhin nur noch als Backup im Einsatz. Nach der Saison 2018 wurde er zum Free Agent.